# ベニン王国

ベニン王国
Benin Empire

ベニン王国（ベニンおうこく）は、12世紀から1897年までナイジェリア南部の海岸地帯に存在した王国。首都は現在のベニンシティ。イギリス外交官虐殺事件を契機にイギリスの侵攻を受け、1897年に滅亡した。
現在のベナン共和国はこの国の名にちなんで命名されたが、地理的にも歴史的にもつながりは全く無い。

## 歴史

アラービー＝パシャの反乱への遠征の後、F・W・ケネディ中尉（後の海軍大将）によって英国に持ち込まれたと思われる正体不明の西アフリカの旗（ロンドン国立海事博物館所蔵のオリジナル）

12世紀、この地域の住民エド人によって建国された。西のヨルバ人が建国した国家ではないが、オドゥドゥワ王によって建国されたというヨルバ人と同じ建国神話を持ち、イフェの聖王（オニ）のもとにベニン王が認証を受けに行くなど、ヨルバ諸国と強いつながりを持っていた。
15世紀、エウアレ王の統治下で、ベニンは黄金時代を迎えた。1481年には、空位時代を迎えていたベニン王に、民会がオゾルア王を選出した。オゾルア王統治期の1485年にポルトガル人の探検家がベニンに到達し、西欧との交易が始まった。海岸線に近く、西欧との交易に有利だったことで、ベニンは貿易の中心地として発展していく。ヨーロッパには胡椒や奴隷、象牙を売り、代わりに火器を輸入して奴隷狩りを行い、ベニンはさらに勢力を拡大していった。当時のヨーロッパ人によって、ギニア湾岸一の大都市として紹介されたのもこの頃のことである。16世紀には王がリスボンに遣欧使節を送り、ポルトガル王は返礼として宣教師をベニンに送った。
その後、18世紀に入ると、西のヨルバ人のオヨ王国が力を伸ばし、また奴隷貿易の中心も西のダホメ王国やアシャンティ王国方面に移り、ベニンは衰退したが、19世紀にはパームオイルの輸出により、往時には及ばないものの少し勢力を回復した。

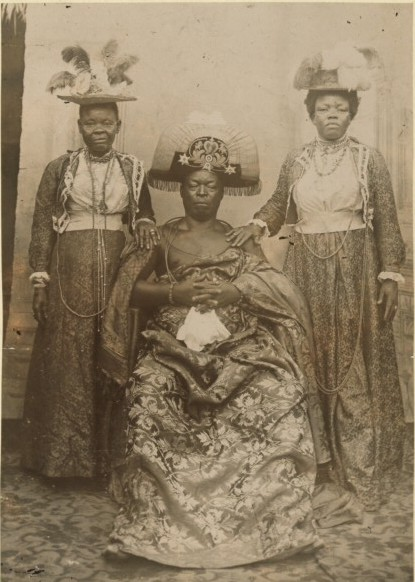
最後のベニン国王オヴォンラムウェン（中央）

1897年、在ベニン英国副領事ジェイムズ・フィリップスは武力による王国の併合を目論み、国王オヴォンラムウェンに退位を迫った。これに対して、オヴォンラムウェン王はフィリップスらイギリス外交官を捕えて惨殺することで報いた。この虐殺を受けて、イギリスは即座にサー・ハリー・ローソン率いるイギリス陸軍を派遣してベニンを占領（南部ナイジェリア保護領）、街を焼き払い、王国の文化財を破壊・略奪した。ベニンのブロンズ像（ベニン・ブロンズ）はこのときに略奪され、世界各国へと流れていった。
1914年にオヴォンラムウェンが死去すると、イギリスはベニン王室の復活を許可。実権はないものの、現在もベニン王家は住人の尊敬を受けている。

## 美術

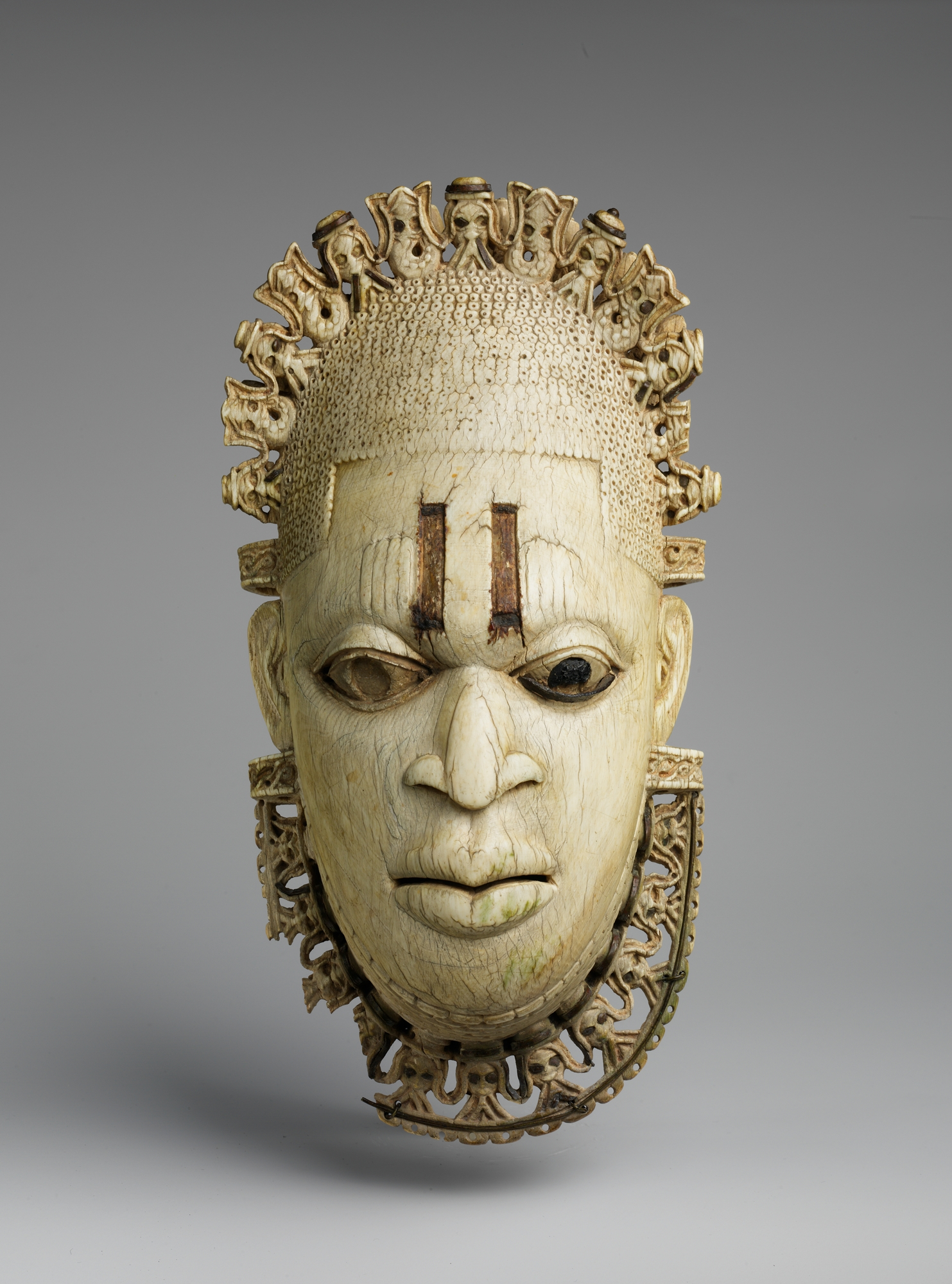
ベニン王国の象牙のマスク

### 美術品の返還
1897年に略奪、流出したベニン・ブロンズの多くは、今なおイギリスが多くを所有しているが、一部はフランスにも流れた。2017年、フランスのエマニュエル・マクロン大統領は、ナイジェリアに対して略奪されたベニン・ブロンズの返還を表明した。